# Beata Kozłowska-Chyła
Beata Kozłowska-Chyła (ur. 1970) – polska prawnik, radca prawny, menedżer, doktor habilitowany nauk prawnych, nauczyciel akademicki Uniwersytetu Warszawskiego, specjalistka w zakresie prawa handlowego. W latach 2020–2024 prezes Powszechnego Zakładu Ubezpieczeń.

## Życiorys
Ukończyła studia prawnicze na Wydziale Prawa i Administracji Uniwersytetu Warszawskiego. Uzyskała stopień naukowy doktora nauk prawnych w zakresie prawa oraz stopień doktora habilitowanego nauk prawnych w zakresie prawa. Została adiunktem Uniwersytetu Warszawskiego zatrudnionym w Katedrze Prawa Handlowego.
Sprawowała szereg funkcji w podmiotach gospodarczych i organach państwowych, w tym: prezesa zarządu Powszechnego Zakład Ubezpieczeń (2020–2024), oraz
- prezesa zarządu Polskiego Wydawnictwa Ekonomicznego S.A.;[5]

- p.o. Dyrektora Przedsiębiorstwa Państwowego „Uzdrowisko Konstancin” w Konstancinie-Jeziornie,
- zastępcy Dyrektora Departamentu Prawno-Licencyjnego w Urzędzie Nadzoru nad Funduszami Emerytalnymi,
- doradcy Ministra Finansów,
- przewodniczącej rady nadzorczej banku Pekao S.A.[6]
- członka rady nadzorczej PZU SA,
- członka Zarządu PZU SA,
- członka rady nadzorczej TFI PZU SA i PTE PZU SA,
- członka rady nadzorczej Telewizji Polskiej SA[1].

## Nagrody i wyróżnienia
- Srebrny Krzyż Zasługi (2021)[7]
- Nagroda „BYKI I NIEDŹWIEDZIE” dziennika Parkiet w kategorii „Prezes Roku” (2022)[8].